# 高知県国際交流協会
高知県国際交流協会（こうちけんこくさいこうりゅうきょうかい　英：Kochi International Association　英略称：KIA）は、高知県高知市にある公益財団法人。”高知の、多文化共生、国際交流を、地域のみなさんと一緒に推進していく団体です。生活情報やイベント情報を「やさしい日本語」や外国語で発信していきます。”
また、独立行政法人国際協力機構（JICA）により国際協力推進員（高知県デスク）が配置されている。

## 沿革
- 1989年（平成元年） - 「高知県国際交流推進懇話会」による提言。
- 1990年（平成2年）11月 - 財団法人として設立。
- 2010年（平成22年）9月 - 高知県内では初の公益財団法人に移行する。
- 2019年（令和元年）５月 - 「高知県外国人生活相談センター」を開所する。[3]

## 所在地
〒780-0870 高知県高知市本町4ー1ー37 丸ノ内ビル2階

## 開所日時
8：30 ～ 17：15（月曜日～土曜日）
※閉所期間：日曜・祝日、国民の休日及び年末年始（12/29～1/3）／ 8月の土曜日

## 組織
- 理事会（議決・執行機関）
- 評議員会（審議・助言機関）
- 事務局長（業務執行理事）

## 国際ふれあい広場
多文化共生について視野を広げるイベント。例年の秋に、ひろめ市場及び大橋通商店街にて開催される。

## 高知県外国人生活相談センター
高知県国際交流協会「外国人生活相談センター」
高知県外国人生活相談センター（こうちけんがいこくじんせいかつそうだんせんたー　英：Kochi Consultation Center for Foreign Residents　英略称：KCCFR）は、公益財団法人高知県国際交流協会が運営するセンターである。 
”高知に住む外国のみなさんが生活のことを相談できる窓口です。高知に住む外国のみなさんが安心して生活できるよう、生活相談を受けています。

相談者の秘密は守ります。困っていることがあれば相談してください。”　費用は無料です。

### 所在地
〒780-0870 高知県高知市本町4－1－37 丸の内ビル1階「高知県外国人生活相談センター」

### 開所日時
9:00-17:00（月曜日～土曜日）
日曜日・祝日・年末年始は休み

### 受付内容
生活のこと（在留資格、結婚・離婚、医療・健康、仕事、通訳、子育て、など）

### 相談方法
電話・面談・問い合わせフォーム（※面談の場合は予約優先）

### 対応言語
日本語・英語・中国語・韓国語・ポルトガル語・スペイン語・ベトナム語・インドネシア語・タイ語・タガログ語・ネパール語・フランス語・イタリア語・ドイツ語・ロシア語・マレー語・クメール語・ミャンマー語・モンゴル語
（相談員が対応できない言語については、翻訳機や電話通訳サービスを使って対応）